# Parysów (powiat garwoliński)

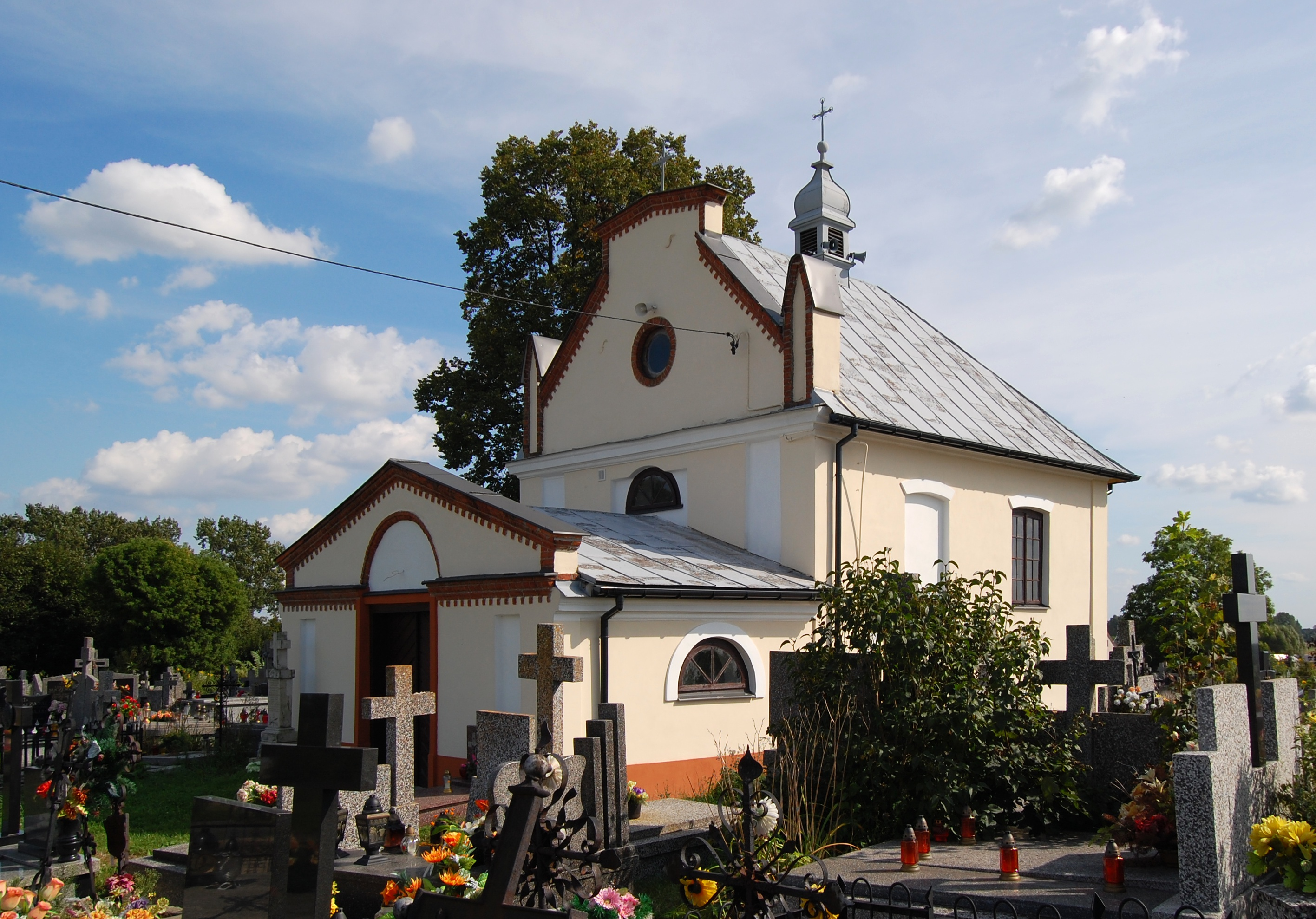
Kaplica cmentarna w Parysowie

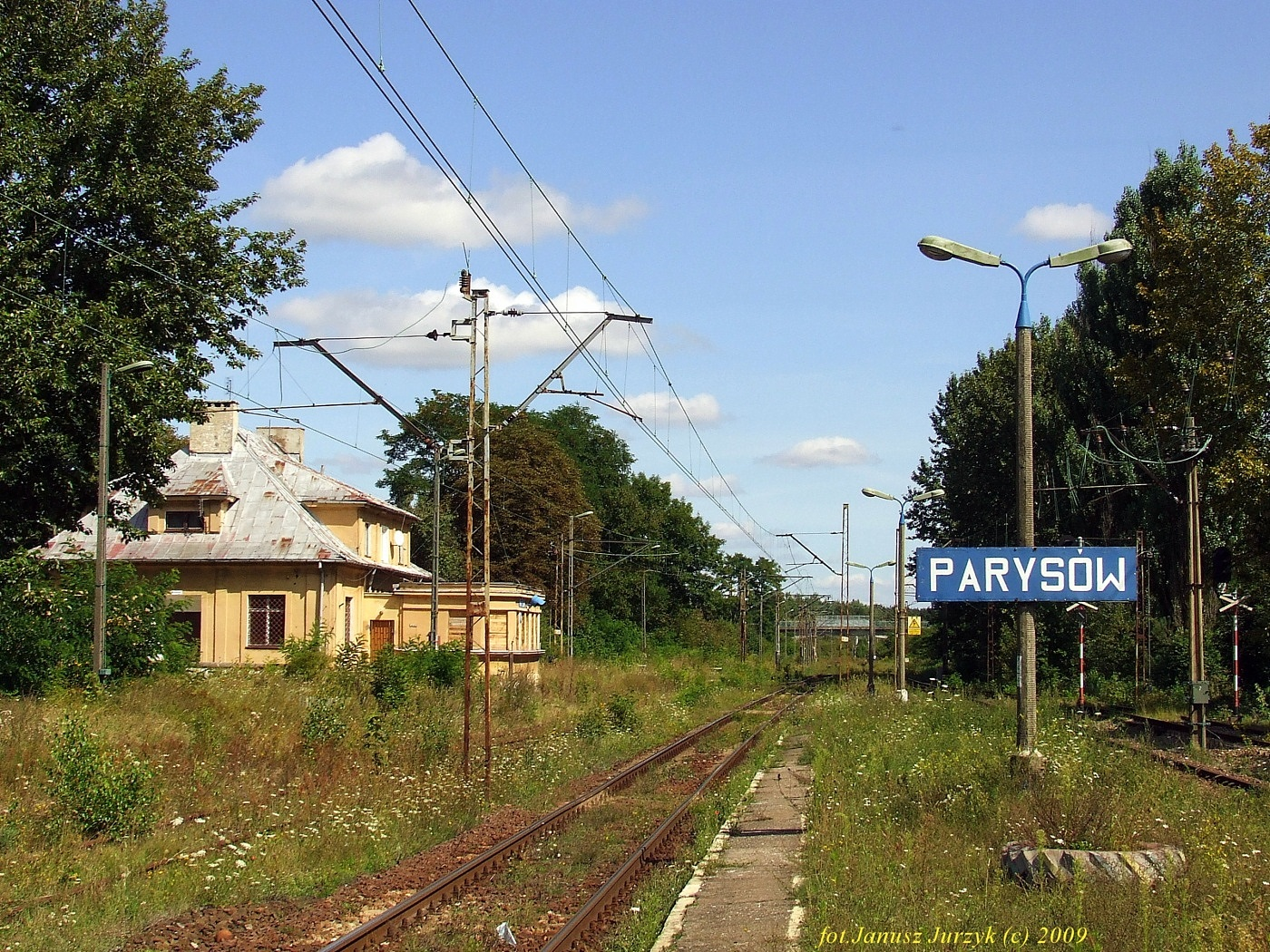
Parysów (przystanek kolejowy)

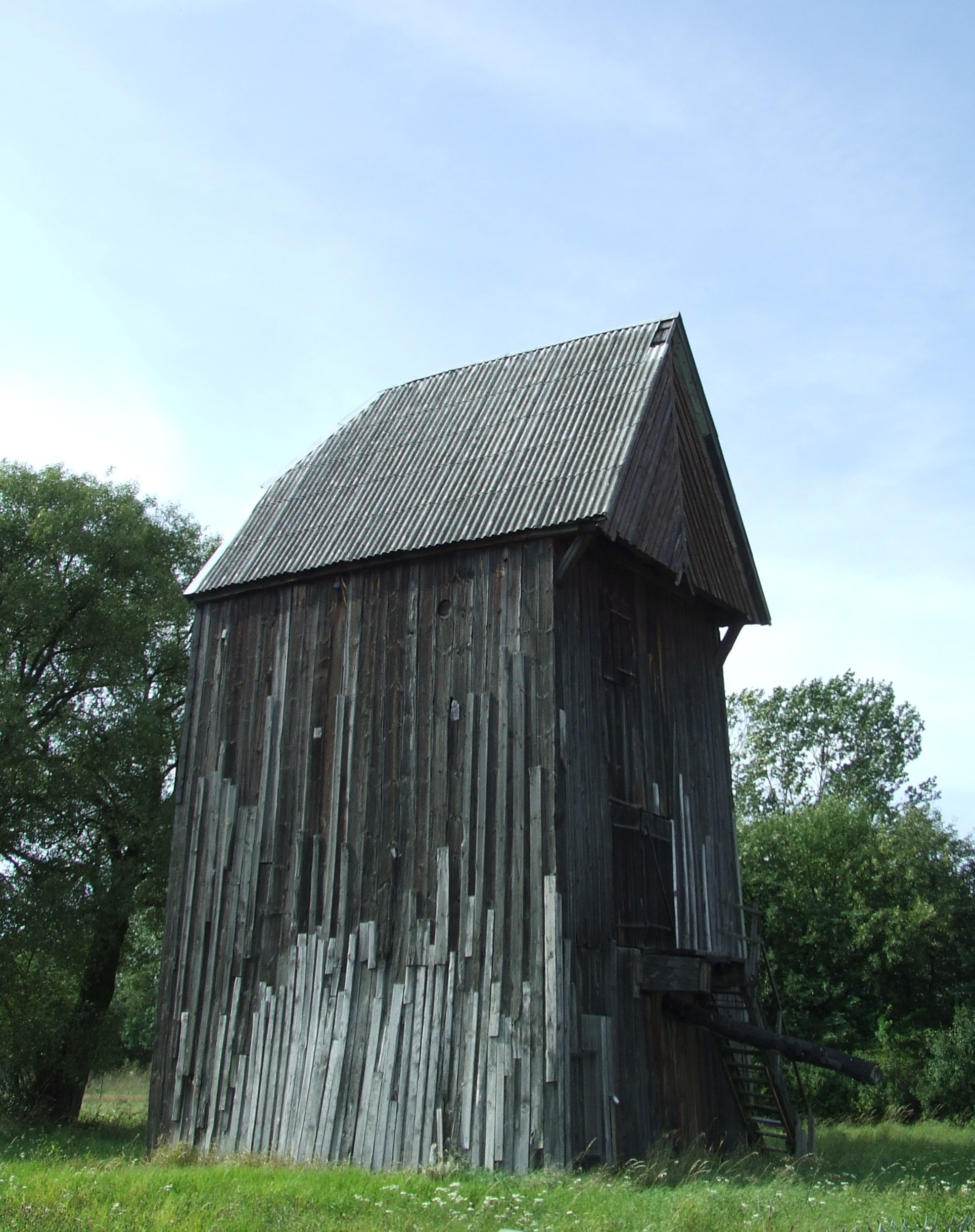
Wiatrak koźlak w Parysowie

Parysów – wieś sołecka w Polsce oraz siedziba gminy Parysów położona w województwie mazowieckim, w powiecie garwolińskim. Siedziba gminy Parysów oraz rzymskokatolickiej parafii Najświętszej Maryi Panny. W latach 1538–1869 miasto. W latach 1975–1998 miejscowość administracyjnie należała do województwa siedleckiego. 
Według danych z 31 grudnia 2006 roku Parysów zamieszkiwało 1100 mieszkańców.
W pobliżu wsi przebiega droga wojewódzka nr 805.

## Historia
Pierwotnie wieś nazywała się Siećcza, nazwa ta pojawia się w zapisach z XV i XVI wieku jako Scheschcza (1444), Syeczcza (1448), Syecza (1494), Szieczicza (1523). Pierwotna nazwa najprawdopodobniej brzmiała Siedźcza, i uległa przekształceniu w Siećcza. Przy słuszności takiej hipotezy, nazwa pochodziłaby od nazwy osobowej Siadek. Dzięki staraniom Floriana Parysa, kasztelana zakroczymskiego, miejscowość w 1538 otrzymała prawa miejskie na prawie magdeburskim. Od osoby założyciela pochodzi obecna nazwa. W 1869 roku Parysów stracił prawa miejskie.
W XIX wieku miejscowość była przejściowo siedzibą gminy Pszonka.

## Kalendarium
- 1444 – pierwsza pisemna wzmianka o osadzie pod nazwą Scheschcza.
- 4 października 1445 – biskup Andrzej Bniński dokonuje aktu konsekracji świątyni.
- 1448 – wzmianka o osadzie tym razem jako Syeczcza.
- 1494 – następna wzmianka, tym razem jako Syecza.
- 1523 – następnie jako Szieczicza.
- 27 lutego 1538 – na obszarze wsi Syecza, zostaje lokowane na prawie magdeburskim miasto Parysów.
- 1541-1599 – budowa nowego kościoła.
- 1605 – pożar kościoła w Parysowie
- 1609 – budowa nowego kościoła.
- 1721 – ostatni Parys z Parysowa (Adam) sprzedaje miasteczko.
- pierwsza połowa XVIII w. – pożar kościoła.
- 1750 – budowa czwartego w dziejach osady kościoła.
- 1868 – budowa kaplicy na cmentarzu grzebalnym.
- 1869 – na mocy ukazu cara Aleksandra II Parysów utracił prawa miejskie.
- koniec XIX w. – budowa synagogi w Parysowie.
- 1914 – rozebranie drewnianego kościoła i rozpoczęcie budowy murowanego.
- 17 września 1939 – wkroczenie wojsk niemieckich do Parysowa.
- październik 1939 – okupacyjne władze powołują Judenrat.
- listopad 1941 – 27 września 1942 – na terenie Parysowa znajdowało się getto. Stłoczono w nim około 3,5 tys. osób.
- 16 listopada 1942 – trzy grupy wypadowe Gwardii Ludowej z Mińska Mazowieckiego i Parysowa (34 partyzantów) na kilka godzin opanowują Parysów, palą posterunek policji i żandarmerii, rozbijają urząd gminny (spalone zostają listy osób, które mają być wywiezione na roboty do Niemiec i spisy podatkowe) i agencję pocztową. Po wojnie na pamiątkę akcji wmurowano płytę w budynek urzędu gminy[9].
- 1944 – wycofujące się wojska niemieckie podpalają Parysów.
- 28 lipca 1944 – do Parysowa wkraczają wojska 2 Armii Pancernej frontu białoruskiego.
- 1981-1984 – przebudowanie budynku opuszczonej synagogi na Gminny Ośrodek Kultury oraz Gminną Bibliotekę Publiczną.

## Zabytki
- kościół parafialny z początku XX wieku
- cmentarz parafialny z przełomu XVIII/XIX wieku
- kaplica cmentarna z 1868 roku
- wiatrak koźlak z końca XIX wieku
- młyn przy ul. Franciszkańskiej
- grób gen. Michała Pełczyńskiego zm. 1833
- grób Leopolda Eysmonta zm. 1852
- grób rodziny Frelków z XIX w

## Miejsca pamięci
- tablica pamiątkowa ku czci poległych 11 listopada 1918 r.
- pomnik poświęcony żołnierzom Armii Krajowej Placówki Parysów Obwodu Gołąb

## Edukacja
- Publiczne Gimnazjum w Parysowie
- Szkoła Podstawowa w Parysowie im. Armii Krajowej
- Publiczne Przedszkole w Parysowie

## Kultura i sport
- Gminna Biblioteka Publiczna w Parysowie
- Klub Sportowy ULKS Orzeł Parysów
- Boisko Orlik przy Szkole Podstawowej w Parysowie

## Parysów w filmie
- Kochaj i rób co chcesz (1998)
- Wyrok na Franciszka Kłosa (2000)
- Pokłosie (2012)
- Tętno (1986) – stacja kolejowa[10].